# Yahoo! Games
Yahoo! Games ou Yahoo! Jogos foi um serviço disponibilizado pelo Yahoo! que permitia ao usuário jogar os jogos, como xadrez, bilhar, damas e gamão, uns contra os outros. A maioria do jogos da Yahoo foram encerrados em 31 de Março de 2014. Yahoo anunciou que "mudanças nas tecnologias de apoio e aumento dos requisitos de segurança para as páginas web do Yahoo, tornaram impossível manter o jogos que funcionam de forma segura. A secção de jogos foi totalmente dissolvida em 13 de Maio de 2016.No entanto ainda a servidores ativos no Yahoo! Japão, junto com o Yahoo! Auctions.

## Funcionamento
Os usuários podiam participar de um dos vários servidores (salas de jogos) e encontrar jogadores nestas salas para jogar. A maioria dos jogos eram applets Java ou em Flash, mas alguns exigiam que o usuário fizesse download do jogo, e outros eram single-player. O Yahoo! comprou o site ClassicGames.com em 1997, que se tornou Yahoo! Games.

## Yahoo Vídeo - Games
Yahoo Games também incluía o Yahoo Vídeo Games, que fornecia notícias, analises e prévias de jogos First Party ( em português Primeira Parte ) disponíveis ou que ainda iriam lançar; e o Yahoo! Games on Demand, que oferecia demonstrações de jogos ( demos de jogos ).

## História do Yahoo! Games
O Yahoo! Games foi construído com a  aquisição do ClassicGames.com pelo Yahoo!  (criado pelo empreendedor da Internet Joel Comm e pelo programador Eron Jokipii ) em 1997.A última seção do site do Yahoo! Video Games usada era anteriormente conhecida como Games Domain , desde quando o Yahoo! adquiriu o site em 2003. Em 14 de maio de 2016, o Yahoo! Games detinha mais de 1.400 jogos ( desenvolvidos de formas externas ).

## Jogos

### Jogos de tabuleiro
jogável online (JO), para download (Dow ), celular/smartphone (Cell ), Habilidade ( Hab) .
Gamão (JO)   Bingo (JO)   Catan ( Dow ) 
Damas (JO)   Xadrez (JO)   Pontos e caixas (JO)
Domino (JO), ( Cell )   Mah jong (JO)   Reversi (JO)
Entre Outros jogos...

### Jogos de Cartas
Blackjack (JO)   Canasta (JO)   Gin (JO) 
Go Fish (JO)   Go - Stop (JO), (Hab)   Espadas (JO)
paciência 13 (JO), (Dow)  Entre Outros Jogos... 